# Die Dame (Zeitschrift)

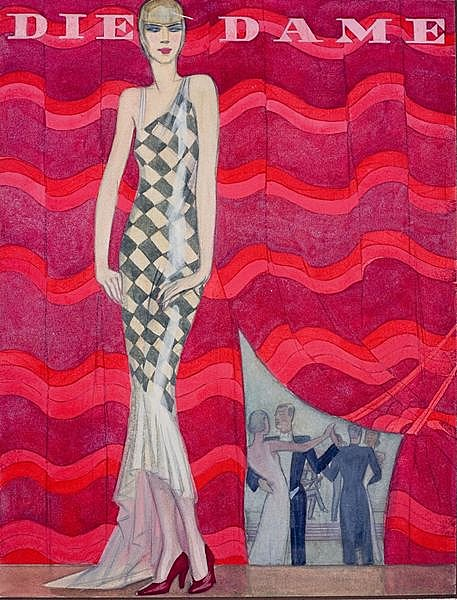
Umschlaggestaltung von Janina Dłuska (ohne Jahr)

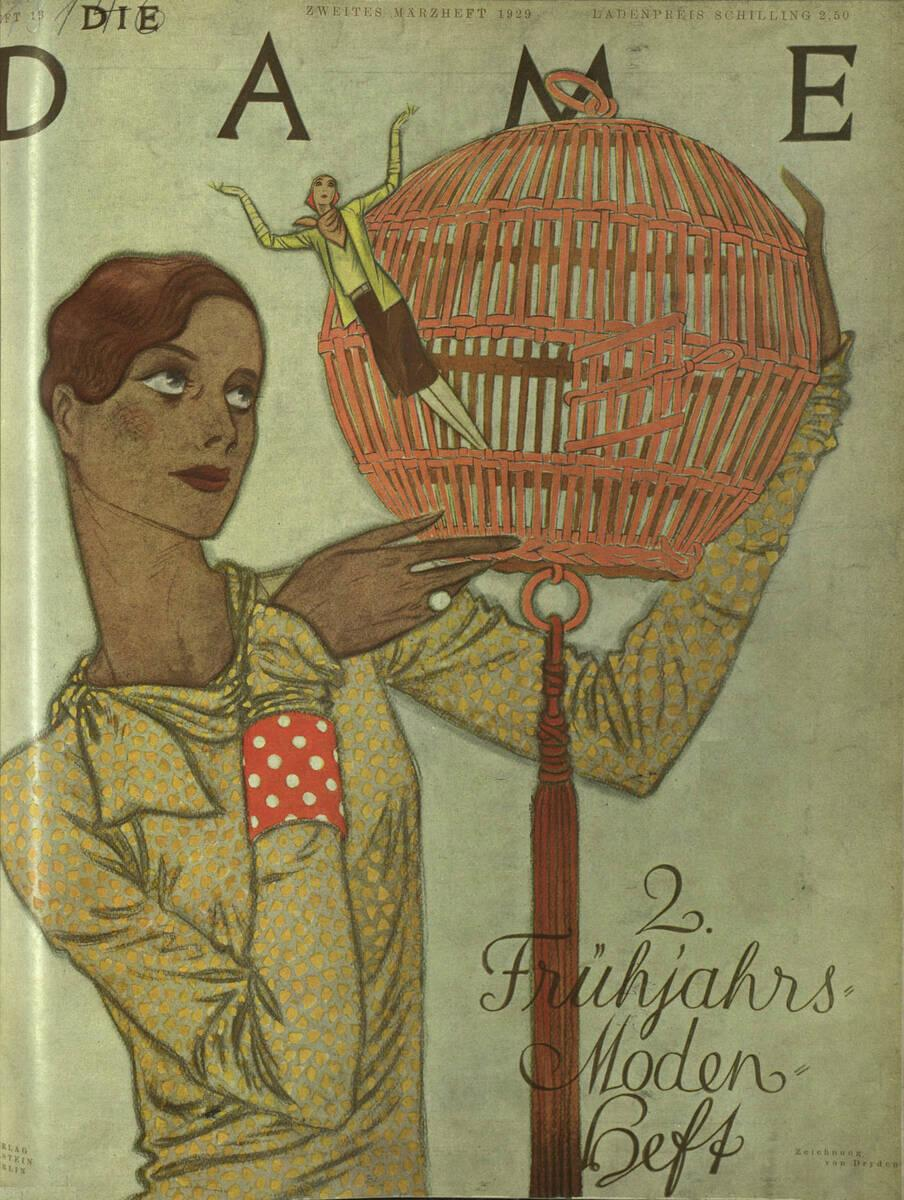
Umschlaggestaltung von Ernst Deutsch-Dryden (1929)

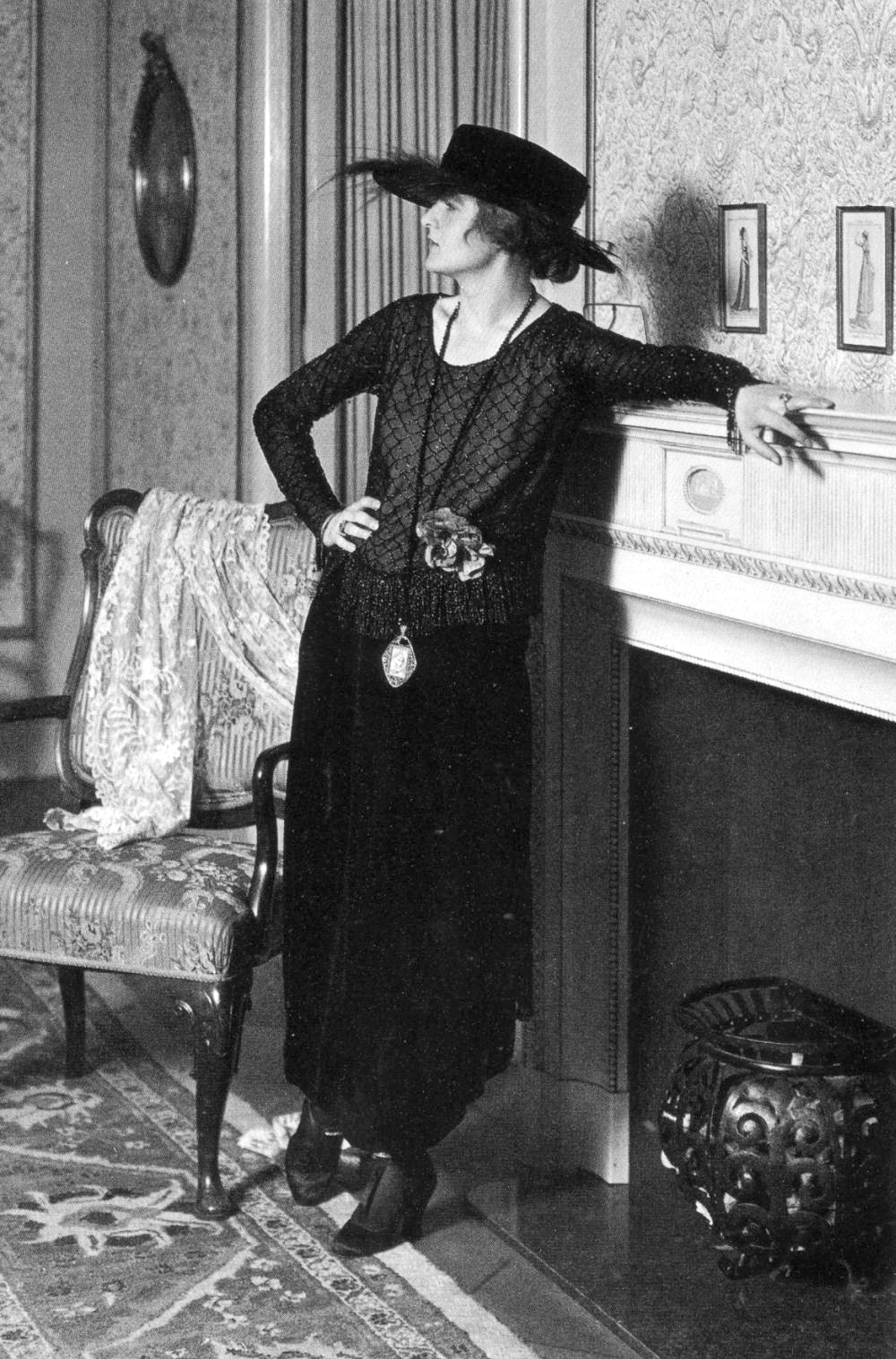
Waldemar Titzenthaler fotografierte Anita Berber (Die Dame 5/1918)

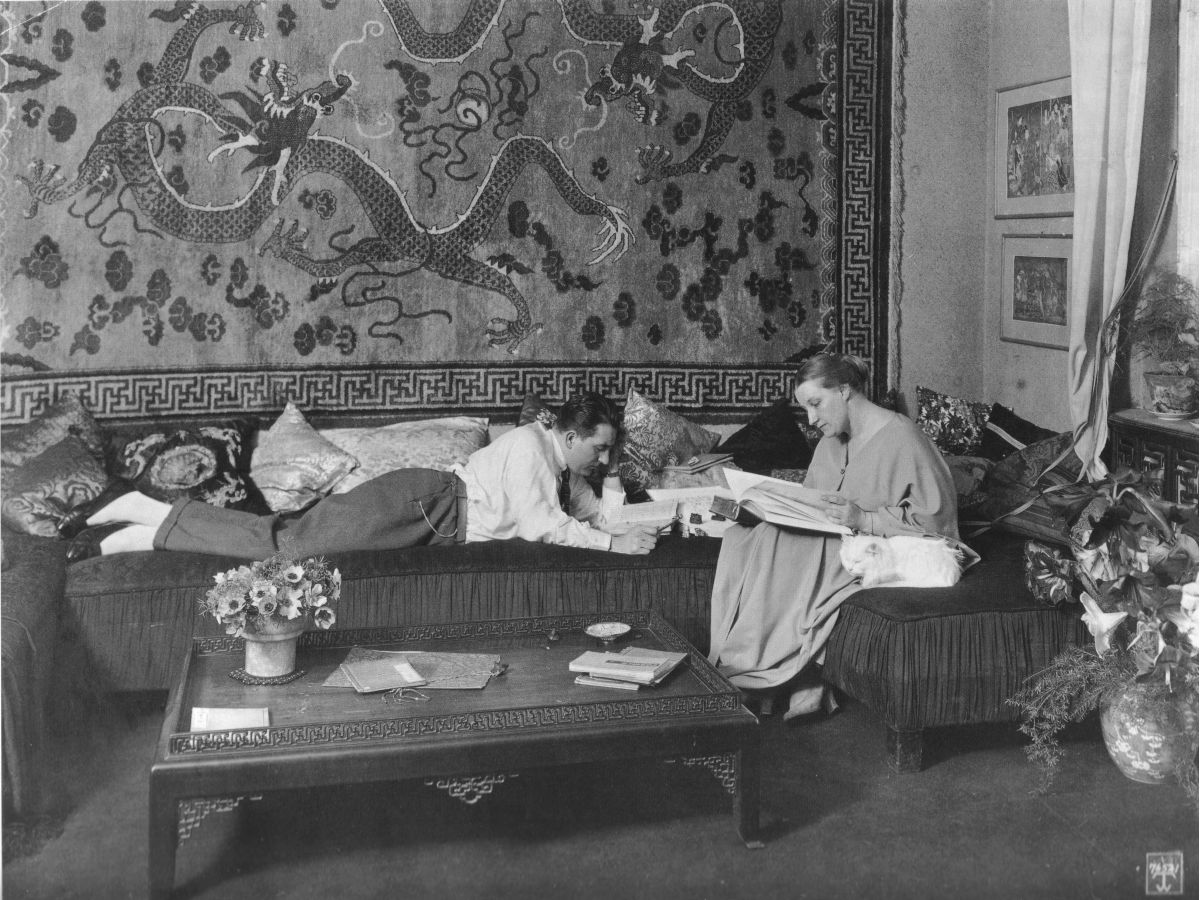
Fritz Lang und Thea von Harbou in ihrer Berliner Wohnung; Fotografie von Waldemar Titzenthaler (Die Dame 11/1924)

Die Berliner Zeitschrift Die Dame erschien als „Illustrierte Mode-Zeitschrift“ (Untertitel) des Ullstein Verlags in den Jahren von 1911 bis 1943.

## Geschichte
Die Dame führte die Tradition der Illustrierten Frauenzeitung weiter, die seit Januar 1874 im Lipperheide-Verlag in Berlin erschienen war. Deren Übernahme durch Ullstein und ihre Neubenennung erfolgte im Dezember 1911. In den 20er Jahren etablierte sich die wöchentlich erscheinende Die Dame als mondäne Zeitschrift für Kultur, Mode und Gesellschaft. Die Moderedakteurinnen, wie Elsa Herzog, Johanna Thal, Stephanie Kaul und die Wienerin Lily von Nagy, führten einen edlen Stil ein, der nicht auf Herkunft oder Reichtum beruhte, sondern auf individueller Eleganz und erlesenem Geschmack, und der die Neue Frau der Weimarer Republik repräsentierte. Ab 1925 leitete Ernst Deutsch-Dryden die Artdirektion des Blattes von Paris aus. Halbmonatlich bzw. monatlich lag ihr das Literaturmagazin Die losen Blätter bei. Künstler und Literaten wie George Grosz, Bertolt Brecht, Hannah Höch, Max Pechstein und Steffie Schäfer-Nathan arbeiteten mit der Illustrierten zusammen; Texte von Kurt Tucholsky, Carl Zuckmayer, Ringelnatz, Clara Viebig, Georg Hermann, Roda Roda, Ludwig Thoma, René Schickele, Franz Blei, Otto Flake, Arnold Zweig, Vicki Baum, Franz Hessel, W. Somerset Maugham, Walter Benjamin, Max Brod, Wilhelm von Bode und Klabund erschienen in Die Dame. Arthur Schnitzlers Traumnovelle und Gerhart Hauptmanns Der Schuss im Park wurden hier erstmals veröffentlicht und die Schriftstellerin Vicki Baum arbeitete bis zu ihrer Emigration in der Dame-Redaktion. Die Dame war ein anspruchsvolles, freigeistiges, fast schon protofeministisches Magazin. Ihr Frauenbild war fortschrittlich, emanzipiert, elegant und extravagant. Neben Waldemar Titzenthaler gehörten A. v. Freyberg und Zander & Labisch zu den Illustrationsfotografen und Emil Otto Hoppé, Nicola Perscheid, Suse Byk, Trude Fleischmann, Man Ray, Lotte Jacobi, Martin Munkácsi, und Hugo Erfurth zu den Fotografen. Sowohl die Fotografien von Interieurs als auch von Automobilen erfüllten repräsentative Funktionen. Das Heft bestand aus 25 Redaktions- und 25 Werbeseiten.
Aufgrund der Enteignung und „Arisierung“ des Verlages erschien die Zeitschrift seit 1937 im Deutschen Verlag. 1943 musste das Erscheinen kriegsbedingt eingestellt werden.

## Künstler der Titelblätter
Eine Besonderheit von Die Dame waren ihre von namhaften Künstlern und Künstlerinnen gestalteten Titelblätter. Wie beim New Yorker wurden die Cover von den besten Illustratoren ihrer Zeit gezeichnet und gemalt. Zu den Dame-Illustratoren gehörten beispielsweise Petra Fiedler, Julie Haase-Werkenthin, Tamara de Lempicka, Hans Ibe, Otto Nebel, Eleonora Rozanek und Walter Trier.

## Neubeginn
Im März 2017 ist die dame erstmals als Neuauflage des historischen Magazins vom Axel Springer Mediahouse Berlin veröffentlicht worden und erscheint seitdem zweimal jährlich. Ihr Herausgeber ist der Unternehmer und Kunstsammler Christian Boros. In jeder Ausgabe gibt es Kollaborationen mit Künstlern wie Thomas Ruff, Martin Eder, Elizabeth Peyton, Tracey Emin, Zanele Muholi, Alicja Kwade, Patti Smith und Jenny Holzer.